# 尼克松頓 (北卡羅萊納州)
尼克松頓（英語：Nixonton）是位於美國北卡羅萊納州帕斯闊坦克縣的非建制地區。

## 歷史
尼克松頓的郵局於1793年設立，其後於1903年停運。

## 地理
尼克松頓所處的海拔為高於海平面0米（即0英呎），而該地所採用的時區為UTC-5，即北美东部时区（EST）。同時該地設有夏令時間，為UTC-5調快一小時，即UTC-4（EDT）。